# Лейк (окръг, Охайо)
Вижте пояснителната страница за други населени места с името Лейк.
Окръг Лейк (на английски: Lake County в превод езеро) е окръг в щата Охайо, Съединени американски щати. Площта му е 2536 km², а населението - 227 511 души (2000). Административен център е град Пейнсвил. Името му идва от това, че се намира на южния бряг на езерото Ери.